# Paul Hubschmid

Paul Hubschmid, Werbefoto: Hans Gerber, Comet Photo, Bildarchiv ETH-Bibliothek, für Swissair-Imagefilm … This is your Captain speaking!, Zürich, 1968

Paul Hubschmid (* 20. Juli 1917 in Aarau; † 1. Januar 2002 in Berlin), der teils unter dem Pseudonym Paul Christian arbeitete, war ein Schweizer Film- und Theaterschauspieler. Schweizweit bekannt wurde er in seiner Rolle als Rekrut «Füsilier Wipf» im gleichnamigen Film unter der Regie von Leopold Lindtberg. Internationale Berühmtheit erlangte er als Hauptdarsteller in Filmen wie Die schwarzen Teufel von Bagdad, Maske in Blau und Die Zürcher Verlobung an der Seite der Schweizer Schauspielerkollegin Liselotte Pulver. Hubschmid gehört zu den populärsten Schweizer Schauspielern, dessen Karriere Ende der 1930er Jahre in der Schweiz begann und den Höhepunkt nach dem Krieg in Deutschland erlebte. Er galt für viele als der schönste Mann des deutschen Films. Seine Paraderolle auf der Bühne war der Professor in «My Fair Lady». 

## Leben

### Kindheit, Jugend, Ausbildung
Paul Hubschmids Eltern waren Paul Hubschmid senior, Kantinenleiter der Kosthausverwalter in der Schönenwerder Bally-Schuhfabrik, und Alice, geborene Noël, Tochter eines Küchenchefs und Journalistin; sie schrieb für das Aargauer Tagblatt und betreute später einen «Kummerkasten» für die Schweizer Zeitschrift femina. Hubschmid hatte zwei jüngere Geschwister, Fritz und Alice. Nach der Matura an der Alten Kantonsschule in Aarau absolvierte Hubschmid von 1936 bis 1937 eine Schauspielausbildung am Max-Reinhardt-Seminar in Wien. Um ihm das Studium zu ermöglichen, hatte seine Mutter Iwan Bally, den Schweizer Mitinhaber der Schuhfabrik Bally, um ein Stipendium gebeten.

### Erste Rollen
Nach Abschluss der Ausbildung gab er sein Bühnendebüt am Deutschen Volkstheater in Wien. Engagements am Theater in der Josefstadt sowie Gastspiele in Berlin, Düsseldorf und Frankfurt folgten. 1938 erhielt Hubschmid seine erste Filmrolle im Schweizer Spielfilm Füsilier Wipf, nach dem Roman von Robert Faesi. Als Rekrut «Füsilier Wipf» wurde der 21-jährige Schauspieler schweizweit bekannt. 1940 folgte die Verkörperung des Schulmeisters Wilhelm in Die missbrauchten Liebesbriefe nach einer Episode in Gottfried Kellers Novellenzyklus Die Leute von Seldwyla. Beide Male führte Leopold Lindtberg Regie.

### Werdegang in Hollywood

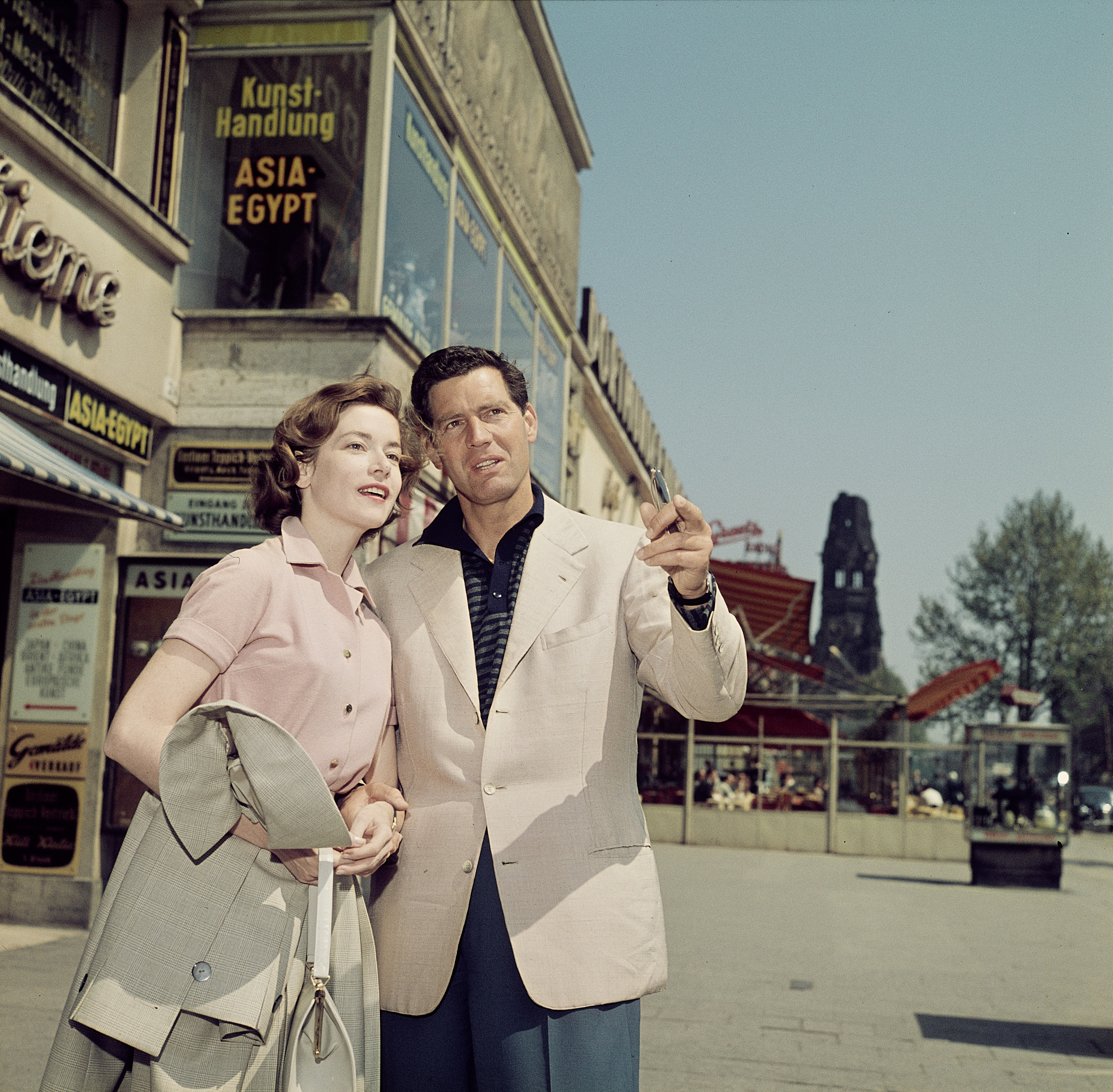
Elisabeth Müller mit Paul Hubschmid auf dem Berliner Kurfürstendamm, Foto: Jack Metzger, Comet Photo, 1959

1948 erhielt er einen Fünfjahresvertrag bei Universal Pictures in Hollywood, wo er unter dem Pseudonym Paul Christian arbeitete – das Studio befand, dass der Name Hubschmid für Amerikaner kaum auszusprechen sei. Der gut aussehende, grosse Schauspieler verkörperte über viele Jahre hauptsächlich Helden und Liebhaber. Die erste Hollywood-Hauptrolle bekam er neben Maureen O’Hara und Vincent Price in der Produktion Bagdad, deutsch: Die schwarzen Teufel von Bagdad. Der Dieb von Venedig, Originaltitel Il ladro di Venezia, eine US-italienische Koproduktion, wurde am Originalschauplatz gedreht, die Komödie Nicht die Zeit für Blumen unter Don Siegels Regie in Wien. Zurück in Hollywood, drehte er den Science-Fiction Film Panik in New York, Originaltitel The Beast from 20,000 Fathoms, die erste Verfilmung eines Romans von Ray Bradbury.

Paul Hubschmid, Werbefoto für den Swissair Image-Kurzfilm …This is your Captain speaking!, Comet Photo, 1968

### Zurück in Europa
1953 kehrte Hubschmid nach Deutschland zurück und übernahm tragende Rollen neben Marika Rökk in Maske in Blau und Liselotte Pulver in Die Zürcher Verlobung. In Deutschland galt der Schauspieler als «schönster Mann des deutschen Nachkriegsfilms». Populär wurde er auch in der Hauptrolle des Abenteuerfilms Der Tiger von Eschnapur unter der Regie von Fritz Lang, einer stark modifizierten Neuverfilmung von zwei Stummfilmklassikern, die unter der Regie von Joe May gedreht worden waren. Mit diesen Filmen wurde Hubschmid international berühmt.
1961 bekam er die Rolle des Professor Higgins in der deutschen Erstaufführung des Musicals My Fair Lady am Berliner Theater des Westens. Die Familie zog nach Berlin. Professor Higgins wurde zur Rolle seines Lebens. «Als ‹Glücksfall› seiner Bühnenkarriere bezeichnete er das Musical ‹My Fair Lady ›, in dem er […] den Professor […] insgesamt über 2000 Mal spielte.»

Paul Hubschmid und Eva Renzi,
Foto: Hans Gerber, Zürich, Mai 1968

### Arbeit in Deutschland während des Nationalsozialismus
Hubschmid hatte als Schweizer während des Nazi-Regimes im damaligen Grossdeutschland gearbeitet. Dies brachte ihm nach Kriegsende einen zeitweiligen Boykott an Schweizer Bühnen ein. Sein Verhalten betrachtete er später selbstkritisch. Er bedauerte, dass er angesichts der «Scheusslichkeiten des NS-Regimes» nicht klarere Konsequenzen gezogen habe und hielt dies bis zuletzt für unentschuldbar, «erklärbar höchstens durch meine Jugend und eben meinen Schweizer Pass».

Paul Hubschmid und Irène Schiesser, Comet Photo, 1982

### Privates
1941 heiratete Hubschmid in Wien seine aus Köln stammende Kollegin Ursula von Teubern. Im Januar 1945 wurde in Bad Ischl, wo fern des Kriegsgeschehens eine romantische Komödie gedreht wurde, beider Sohn Peter Christian geboren. Nach dem Tod seiner Frau Ursula 1963 heiratete Hubschmid noch zweimal: 1967 seine deutsche Kollegin Eva Renzi, deren Tochter Anouschka er adoptierte, und, nach der Scheidung dieser Ehe, 1985 die Schweizer Schauspielerin Irène Schiesser (1950–2018), mit der er bis zu seinem Tod zusammenlebte. Sein Sohn Peter Christian heiratete die Schriftstellerin und Journalistin Carmen Korn. Aus der Ehe stammen die Kinder Maris und Paul.

### Tod und Bestattung
Paul Hubschmid starb am Neujahrstag 2002 an einer Lungenembolie, nachdem er bereits gesundheitliche Probleme hatte und an Parkinson erkrankt war. Seine Asche soll in der Provence in Frankreich verstreut worden sein.

## Auszeichnung
- 1980 Filmband in Gold

## Filmografie
- 1938: Füsilier Wipf
- 1939: Maria Ilona[10]
- 1939: Der letzte Appell (unvollendet)
- 1940: Mein Traum
- 1940: Die missbrauchten Liebesbriefe
- 1940: Mir lönd nüd lugg
- 1942: Meine Freundin Josefine
- 1942: Der Fall Rainer
- 1943: Wilder Urlaub
- 1943: Altes Herz wird wieder jung
- 1944: Der gebieterische Ruf
- 1944: Liebesbriefe
- 1944/49: Das Gesetz der Liebe
- 1945: Das seltsame Fräulein Sylvia
- 1948: Arlberg-Express
- 1948: Gottes Engel sind überall
- 1948: Der himmlische Walzer
- 1949: Geheimnisvolle Tiefe
- 1949: Die schwarzen Teufel von Bagdad (Bagdad)
- 1950: Der Dieb von Venedig (Il ladro di Venezia)
- 1952: Palace Hotel
- 1952: Nicht die Zeit für Blumen (No Time for Flowers)
- 1953: Zwiespalt des Herzens (Die Venus vom Tivoli)
- 1953: Mit siebzehn beginnt das Leben
- 1953: Panik in New York (The Beast from 20,000 Fathoms)
- 1953: Musik bei Nacht
- 1953: Maske in Blau
- 1954: Schule für Eheglück
- 1954: Ungarische Rhapsodie
- 1954: Glückliche Reise
- 1955: Die Frau des Botschafters
- 1955: Ingrid – Die Geschichte eines Fotomodells
- 1955: Der Rommelschatz (Il tesoro di Rommel)
- 1956: Liebe, die den Kopf verliert
- 1956: Heute heiratet mein Mann
- 1956: Du bist Musik
- 1956: Die goldene Brücke
- 1956: Salzburger Geschichten
- 1957: Glücksritter
- 1957: Die Zürcher Verlobung
- 1957: Italienreise – Liebe inbegriffen
- 1958: Scampolo
- 1958: La morte viene dallo spazio
- 1958: Meine schöne Mama
- 1958: Ihr 106. Geburtstag
- 1958: Der Tiger von Eschnapur
- 1959: Das indische Grabmal
- 1959: Liebe, Luft und lauter Lügen
- 1959: Das große Messer (TV)
- 1959: Alle Tage ist kein Sonntag
- 1959: Auskunft im Cockpit
- 1959: Zwei Gitarren
- 1959: Marili
- 1960: Heldinnen
- 1960: Die Rote Hand
- 1960: Die junge Sünderin
- 1960: Schwarze Rose, Rosemarie (Festival)
- 1961: Die große Reise (TV)
- 1961: Kaiserliche Hoheit (Napoléon II L’Aiglon)
- 1961: Isola Bella
- 1962: Ich bin auch nur eine Frau
- 1963: Elf Jahre und ein Tag
- 1963: Das große Liebesspiel
- 1964: Die Diamantenhölle am Mekong
- 1964: Die Lady
- 1964: Die Unmoralischen (Le grain de sable)
- 1964: Heirate mich, Chéri
- 1964: Die schwedische Jungfrau
- 1965: Caroline und die Männer über vierzig (Moi et les hommes de 40 ans)
- 1965: Dis-moi qui tuer
- 1965: Die Herren
- 1965: Blonde Fracht für Sansibar (Mozambique)
- 1965: Sie werden lästig, mein Herr (Le majordome)
- 1966: Playgirl
- 1966: Der Mann mit den 1000 Masken (Upperseven, l'uomo da uccidere)
- 1966: Ich suche einen Mann
- 1966: Ein Gewissen verlangen
- 1966: Karriere (A belles dents)
- 1966: Finale in Berlin (Funeral in Berlin)
- 1968: Hemmungslose Manon (Manon 70)
- 1968: In Enemy Country
- 1968: Negresco****
- 1969: Hotel Royal (TV)
- 1969: Die Zielscheibe (A Taste of Excitement)
- 1969: This is Your Captain Speaking (Kurzfilm)
- 1970: Professor Siebzig und seine Undine (TV)
- 1970: Biografie – Ein Spiel (TV)
- 1970: Abenteuer in Neuguinea (Skullduggery)
- 1970: Wie ein Blitz (TV-Dreiteiler)
- 1972: Das Jahrhundert der Chirurgen (TV-Serie)
- 1972: Versuchung im Sommerwind
- 1973: Eine Frau bleibt eine Frau (TV-Serie)
- 1974: Der Kommissar – Traumbilder (TV)
- 1975: Das ohnmächtige Pferd (TV)
- 1981: Zurück an den Absender (TV)
- 1985: Bolero
- 1986: Kir Royal – Königliche Hoheit
- 1988: Klassezämekunft
- 1989: Forsthaus Falkenau (12 Folgen)
- 1991: Linda
- 1991: Jolly Joker (21 Folgen)

## Hinweise, Einzelnachweise
1. ↑  …This is your Captain speaking! auf YouTube (deutsch).
2. ↑  …This Is Your Captain Speaking! In: IMDb, abgerufen am 2. Mai 2025.
3. ↑  Vgl. Anzeiger aus dem Bezirk Affoltern, Nr. 88 vom 9. November 2018, S. 16.
4. ↑  Peter Heim: Iwan Bally. In: Historisches Lexikon der Schweiz.  7. Dezember 2001, abgerufen am 13. Oktober 2020.
5. 1 2 3 4  Swissinfo und Agenturen: Füsilier Wipf ist tot. In: Swissinfo. Abgerufen am 2. Mai 2025.
6. ↑  Paul Hubschmid. In: Steffi-Line.de. Stephanie D’heil, abgerufen am 13. Oktober 2020.
7. ↑  Isabel Hempen: Sohn von Schauspieler Paul Hubschmid: «Mein Vater war sehr bürgerlich». In: Oltner Tagblatt. 22. Juli 2017.
8. ↑  Füsilier Wipf ist tot. Abgerufen am 6. Januar 2023.
9. ↑  Schauspieler 8. Abgerufen am 6. Januar 2023.
10. ↑  Der Film wurde von den Alliierten nach dem Zweiten Weltkrieg in die „Official list – Germany – Films made during the Third Reich banned by the Allies after WWII“ aufgenommen, vgl. auch die Liste der unter alliierter Militärzensur verbotenen deutschen Filme.

| Personendaten    | Personendaten               |
| ---------------- | --------------------------- |
| NAME             | Hubschmid, Paul             |
| ALTERNATIVNAMEN  | Christian, Paul (Pseudonym) |
| KURZBESCHREIBUNG | Schweizer Schauspieler      |
| GEBURTSDATUM     | 20. Juli 1917               |
| GEBURTSORT       | Aarau, Schweiz              |
| STERBEDATUM      | 1. Januar 2002              |
| STERBEORT        | Berlin, Deutschland         |